# Aldeanueva de Guadalajara
Aldeanueva de Guadalajara là một đô thị trong tỉnh Guadalajara, Castile-La Mancha, Tây Ban Nha. Theo điều tra dân số 2004 (INE), đô thị này có dân số là 115 người.